# گروه دی‌اف‌سی‌یو
گروه دی‌اف‌سی‌یو (انگلیسی: DFCU Group) شرکت خدمات مالی و بانکداری اوگاندایی است، که در سال ۱۹۶۴ تأسیس شد.